# Wrong Impression
Wrong Impression è un singolo della cantante australiana Natalie Imbruglia, pubblicato il 29 gennaio 2002 come secondo estratto dal secondo album in studio White Lilies Island.

## Tracce
Singolo internazionale
1. Wrong Impression (Radio Mix) – 3:24
2. Always Never – 4:10
3. Hide Behind The Sun – 3:37
4. Wrong Impression (Video) – 3:19

## Formazione

### Wrong Impression
- Natalie Imbruglia – voce
- Ian Stanley – tastiere
- John Dunne – programmazione
- Gary Clark, Neil Taylor – chitarre
- Phil Thornalley – basso
- Chuck Sabo, Maz – batteria
- Marc Fox – percussioni
- Tessa Niles – cori

### Always Never
- Natalie Imbruglia – voce
- Liquid Grooves – loop
- Dave Munday – tastiere, chitarra, basso, mellotron
- Phil Thornalley – chitarra
- Chuck Sabo – batteria

### Hide Behind The Sun
- Natalie Imbruglia – voce
- Dave Munday – pianoforte, chitarra acustica, flauto
- Josephine Knight – violoncello

## Classifiche
| Classifica (2002) | Posizione massima |
| ----------------- | ----------------- |
| Australia         | 33                |
| Brasile           | 93                |
| Francia           | 90                |
| Irlanda           | 37                |
| Italia            | 25                |
| Nuova Zelanda     | 10                |
| Paesi Bassi       | 83                |
| Polonia           | 1                 |
| Regno Unito       | 10                |
| Repubblica Ceca   | 19                |
| Romania           | 17                |
| Stati Uniti       | 64                |
| Svizzera          | 41                |
| Turchia           | 5                 |